# André Kouprianoff
André Kouprianoff est un patineur de vitesse français né le 14 octobre 1938 à Paris en France.

## Biographie
En 1960 il devient vice-champion du monde lors des Championnats du monde toutes épreuves de patinage de vitesse à Davos en Suisse. Cette même année il participe aux Jeux olympiques d'hiver de Squaw Valley. Il se classe 15e au 500 m, 8e au 1 500 m, 9e au 5 000 m et 11e au 10 000 m.
En 1961 il termine troisième lors des Championnats d'Europe toutes épreuves de patinage de vitesse et quatrième des Championnats du monde toutes épreuves de patinage de vitesse à Göteborg.
En 1962 il devient vice-champion d'Europe lors Championnats d'Europe toutes épreuves de patinage de vitesse d'Oslo et se classe huitième lors des Championnats du monde toutes épreuves de patinage de vitesse.
En 1964 il participe aux Jeux olympiques d'Innsbruck. Il se classe 26e au 500 m, 22e au 1 500 m, et 27e au 10 000 m.

## Palmarès
- Championnats du monde toutes épreuves de patinage de vitesse.
  -  Médaille d'argent en 1960.

- Championnats d'Europe toutes épreuves de patinage de vitesse.
  -  Médaille d'argent en 1962.
  -  Médaille de bronze en 1961.